# Kecamatan Kota Kuala Simpang
Kecamatan Kota Kuala Simpang (indonesiska: Kota Kuala Simpang) är ett distrikt i Indonesien.   Det ligger i provinsen Aceh, i den västra delen av landet, 1 500 km nordväst om huvudstaden Jakarta.